# الیمپوس ئی۱
الیمپوس ایی۱ (به انگلیسی: Olympus E-1) یک دوربین عکاسی ساخت شرکت الیمپوس است.